# Kattalin Agirre
Kattalin Agirre (Sara, Lapurdi; 28 de agosto de 1897-Ciboure, Lapurdi; 22 de julio de 1992) fue una mugalari y miembro de la Resistencia francesa durante la Segunda Guerra Mundial.
El apellido de Kattalin era Lamothe, pero después de casarse con Pierre Agirre pasó a ser conocida como Kattalin Agirre. Comenzó a trabajar a los 13 años en el Hotel Euskalduna de Ciboure, cuyos dueños eran sus tíos. Luego se fue a París como sirvienta.
A los 30 años se casó con el pescador chipriota Pierre Agirre quien murió muy joven heridodurante la Primera Guerra Mundial. Se quedó viuda y madre de una niña a la edad de 33 años. Se trasladó a Ciboure y trabajó para Euskalduna en el que dio refugio a los que habían escapado del golpe de Estado de España y de la represión del franquismo.

## Segunda Guerra Mundial
Con motivo de la Segunda Guerra Mundial, Marguerite Corysande de Grammont pidió un refugio para dar cobijo a tres personas que huían de los alemanes dando comienzo a las redes de resistencia; formó parte de las redes de resistencia Margot y Nana, organizadas por los servicios secretos de los Estados Unidos.
En 1941, la resistencia contra los nazis en Bélgica creó la red Comète. Encontró muchos colaboradores en el País Vasco, entre ellos Kattalin. El propósito de esta red era ayudar a los aviones aliados que aterrizaron en la Europa ocupada por los nazis para escapar al Reino Unido vía Gibraltar o Lisboa. Kattalin fue a Pau para informar sobre las posiciones fronterizas en la ocupación alemana y llevar documentos a Ciboure. Más tarde, Florentino Goikoetxea, un refugiado de Hernani, trabajó como guardia fronterizo, conduciendo a 200 pilotos aliados caídos a través de la frontera.
Kattalin protegió y alimentó a activistas aliados, además de ayudarlos en el camino para cruzar la frontera. Su misión era recoger, ocultar y vigilar donde caían los aviadores, atravesar de forma oculta el Estado francés ocupado por Alemania, llegar al País Vasco, pasar por la noche el río Bidasoa y permitir que el piloto llegue a Gran Bretaña.
Por tanto, la red tuvo que cruzar los Pirineos, evitando a los soldados alemanes y españoles que protegían la frontera. En este entorno, Kattalin se convirtió en un pilar de la red Comète. Kattalin y su hija Josephine Fifine recibían en la casa de Ziburu a los aviadores aliados que necesitaban refugio en vísperas de atravesar el Bidasoa. Florentino Goikoetxea fue el escenario de una arriesgada aventura en la que las madres y sus hijas viajaron. Kattalin tuvo un papel indiscutible en esta red de rescate.

## Premios y honores
- En agradecimiento por su participación activa y vital en los grupos de resistencia antinazi después de la Segunda Guerra Mundial, recibió numerosas medallas de los gobiernos aliados.[6] Entre otras cosas, el 14 de julio de 1985 recibió la medalla de la Legión de Honor francesa.[10]

### El camino a la libertad
- Hay una ruta denominada Camino a la Libertad en honor a los activistas de la red Comète desde 1999.[11][12][13][14][15]